# 卡拉特拉瓦大镇
卡拉特拉瓦大镇，是西班牙卡斯蒂利亚-拉曼恰雷阿尔城省的一个市镇。 总面积145平方公里，总人口615人（2001年），人口密度4人/平方公里。